# تشارلز تشيزلر
تشارلز أندرو تشيزلر (وُلِد في نوفمبر عام 1952) هو طبيب وعالم أبحاث في مجال النوم والنظم اليوماوية من أصل هنغاري-أمريكي. يُعتبر باحثًا رائدًا ومؤلفًا في مجالات تأثير الضوء على فسيولوجيا الإنسان، والنظم اليوماوية، وطب النوم.

## الخلفية والتعليم
تخرّج تشيزلر من كلية هارفارد بامتياز مع مرتبة الشرف عام 1974، حاصلًا على درجة في الكيمياء الحيوية وعلم الأحياء الجزيئي. ركّزت أطروحته الجامعية على توقيت إفراز هرمون الكورتيزول. ثم درس في جامعة ستانفورد، حيث حصل على درجة الدكتوراه في علوم الأعصاب والسلوك الحيوي عام 1978، ودرجة الطب عام 1981. أثناء دراسته العليا في ستانفورد، واصل تشيزلر أبحاثه في مختبر الدكتور ويليام ديمنت. تأثّر تشيزلر بالدكتور إيليوت وايتسمان الذي عمل معه وأشرف على تدريبه، مما دفعه للتخصص في أبحاث النوم. يشغل تشيزلر حاليًا منصب أستاذ بالدينو لطب النوم ومدير قسم طب النوم في كلية الطب بجامعة هارفارد. كما يعمل رئيسًا لقسم طب النوم في مستشفى بريغهام والنساء في بوسطن بولاية ماساتشوستس.
كرّس تشيزلر أكثر من 40 عامًا لدراسة العلاقة بين الضوء وفيسيولوجيا الإنسان، خاصةً فيما يتعلق بفسيولوجيا الساعة اليوماوية البشرية. يُدرّس تشيزلر مادةً عن «بيولوجيا النظم اليوماوية» لطلاب البكالوريوس والدراسات العليا في كلية هارفارد. انتُخب عضوًا في جمعية الشرف «فاي بيتا كابا» بكلية هارفارد عام 1999. بالإضافة إلى عمله في كلية الطب بجامعة هارفارد ومستشفى بريغهام والنساء، يشغل تشيزلر منصب خبير معتمد في البورد الأمريكي لطب النوم، وعضوًا منتخبًا في الأكاديمية الوطنية للطب والأكاديمية الدولية لعلوم الفضاء والجمعية الأمريكية الإكلينيكية والمناخية، بالإضافة إلى كونه زميلًا في الكلية الملكية للأطباء والجمعية الأمريكية للبحوث الإكلينيكية ورابطة الأطباء الأمريكيين.

### الحياة الشخصية
كان تشيزلر أحد الأبناء الثلاثة لتيبور تشيزلر وواندا فيكتوريا مورزين. تزوج عام 1993 من الطبيبة تيريزا لين شاناهان، وأنجبا ثلاثة أطفال، ويعيشون في منطقة بوسطن. في وقت فراغه، يستمتع تشيزلر بالسباحة، ولعبة البيكل بول، وممارسة رياضة التزلج المائي المتعرج.

## الاهتمامات البحثية
تركّز أبحاث تشيزلر على البيولوجيا العصبية للنظم اليوماوية البشرية، ووظائف النوم وفيسيولوجيته، وعلم الأوبئة والعواقب الصحية العامة لاضطرابات النوم، وتطبيقات مبادئ النظم اليوماوية والنوم في الطب السريري وسلامة الصحة المهنية. كما يدرس العلاقة بين المُنظّم اليوماوي والتوازن النومي، بما في ذلك دراسة رائدة نُشرت في مجلة «ساينس» عام 1980 أظهرت أن فترات النوم ترتبط بالمرحلة اليوماوية لدرجة حرارة الجسم عند وقت النوم، وليس بطول فترة الاستيقاظ السابقة. تشمل اهتماماته البحثية أيضًا تأثيرات الضوء على النظم اليوماوية البشرية، ودور النوم والنظم اليوماوية في التمثيل الغذائي، وتأثير العمل بنظام الورديات على الصحة والإنتاجية، وتأثيرات الميلاتونين وناهضات مستقبلات الميلاتونين على البشر.
يُجري تشيزلر أبحاثًا حول كيفية عمل النظام الفسيولوجي على إعادة ضبط المنظّم اليومي المركزي لدى البشر، الموجود في الوطاء (تحت المهاد) ويُعرف باسم النواة فوق التصالبة. من أبرز إسهاماته في هذا المجال بحثان رائدان نُشرا في مجلة «ساينس» عامي 1986 و1989. حمل البحث الأول عنوان: «الضوء الساطع يعيد ضبط المنظّم اليومي البشري بمعزل عن توقيت دورة النوم-اليقظة»، وقد قدّم أدلةً قاطعةً على أن الضوء يؤثر في المنظّم اليومي البشري، مما يساهم في التحكم بالتقلبات اليومية للوظائف الفسيولوجية والسلوكية والإدراكية. ناقضت هذه النتيجة الفكرة السائدة آنذاك التي كانت تُرجع التزامن مع ساعات اليوم (24 ساعة) إلى عوامل مثل التواصل الاجتماعي أو جدول النوم-اليقظة. حظي هذا الاكتشاف العلمي بتغطية على الصفحة الأولى لصحيفة نيويورك تايمز في يونيو عام 1989.
قام تشيزلر لاحقًا بقيادة الاكتشاف الذي بيّن أن الضوء المُنقول عبر المدخلات غير البصرية (تفعيل الميلانوبسين) قادر على إعادة ضبط الساعة اليوماوية لدى المرضى فاقدي البصر. أشار هذا إلى أن بعض المكفوفين يمكنهم تزامن نظمهم مع الضوء عبر مستقبلات ضوئية غير بصرية. وجد تشيزلر أن الخلايا العقدية الشبكية الحساسة الجوهرية (ipRGCs). تؤثر في كلٍ من الساعة اليوماوية والإدراك البصري، مما يشير إلى مساهمة هذه الخلايا في الإدراك البصري للضوء حتى في غياب مستقبلات الضوء العصوية والمخروطية. ناقض هذا الاكتشاف الاعتقاد الخاطئ بأن المستقبلات العصوية والمخروطية هي الوحيدة المسؤولة عن التزامن الضوئي لدى البشر. في عام 2002، نشر تشيزلر دراسة دعمت الفكرة الراسخة بأن الثدييات لا تمتلك مستقبلات ضوئية خارج العين، حيث دحضت نتائجه بشكل قاطع دراسة شهيرة نُشرت في مجلة «ساينس» عام 1998 بعنوان «النقل الضوئي اليومي خارج العين لدى البشر»، والتي ادعت أن الضوء الساطع خلف الركبتين يمكنه تنظيم التزامن الضوئي اليومي البشري.
درس تشيزلر تأثيرات الحرمان من النوم على دورة النوم-اليقظة والنظم اليوماوية، وكيف يؤثر ذلك على الأداء الانتباهي. وجد أن مدة التعرض للضوء الساطع تؤثر على المنظّم اليومي، وكبت الميلاتونين، والشعور بالنعاس. كما اكتشف أن إضاءة الغرفة العادية قادرة على كبت إنتاج الميلاتونين وتقليل مدته. كرّس تشيزلر جزءًا من مسيرته لدراسة تأثيرات توقيت الضوء ومدته وشدته وطوله الموجي على إعادة ضبط المنظّم اليومي عبر الخلايا العقدية الشبكية الحساسة الجوهرية التي تحتوي على الصباغ الضوئي «ميلانوبسين«.
كشفت أبحاث تشيزلر عن تطبيقات مهمة عديدة، حيث أظهر أن الحرمان من النوم قد يؤدي إلى عواقب صحية سلبية مثل السمنة والسكري. كما حقق في تأثيرات الحرمان المزمن من النوم، وتقييد النوم، وورديات العمل الليلية، واضطرابات النظم اليوماوية على الأداء العصبي السلوكي والتمثيل الغذائي. بالإضافة إلى ذلك، درس تشيزلر كيف يُضعف الحرمان من النوم الأداء الحركي النفسي للعاملين في نوبات ليلية مثل الجراحين (2009-2013)، والمقيمين الطبيين (2010)، وضباط الشرطة (2004-2008)، وسائقي الشاحنات (2012). شملت اهتماماته البحثية الأخرى دراسة اليقظة، وآليات منع الحرمان من النوم، وتأثير عوامل مثل التمارين الرياضية والعمر على الساعة اليوماوية.
حتى أغسطس عام 2023، نشر تشيزلر أكثر من 300 مقالة علمية حصدت أكثر من 80,000 استشهاد أكاديمي، مع مؤشر إتش (h-index) بلغ 138.

### ملخص أبرز الإسهامات العلمية
- في عام 1980، أثبت أن مدة النوم البشري وتنظيمه يعتمدان على مرحلته اليوماوية.
- في عام 1981، وصّف وسمّى «متلازمة مرحلة النوم المتأخرة» (اضطراب مرحلة النوم-اليقظة المتأخرة).
- في عام 1986، اكتشف أن الضوء هو ما يعيد ضبط المنظّم اليومي البشري، وليس المؤثرات الاجتماعية أو دورات النوم-اليقظة كما كان يُعتقد سابقًا.
- في عام 1989، حدّد الحساسية العالية للساعة اليوماوية البشرية تجاه الضوء.
- في عام 1995، اكتشف أن المكفوفين يحتفظون بنظم النوم إذا بقيت أعينهم سليمة.
- في عام 1996، وصف العلاقة بين الجرعة الضوئية ومرحلة الاستجابة اليوماوية
- في عام 1999، حدّد أن متوسط الفترة اليوماوية الداخلية لدى البشر هو 24.18 ساعة، وليس أكثر من 25 ساعة كما كان يُعتقد.
- في عام 2002، دحض نتائج دراسة ادّعت أن الضوء الساطع خلف الركبتين يؤثر في النظم اليوماوية البشرية.
- بين عامي 2004 و2005، أظهر مخاطر نوبات العمل الطويلة على الأطباء المقيمين، وفوائد تقليل ساعات العمل على الصحة والأداء.
- في عام 2006، نشر بحثًا حول فوائد عقار «مودافينيل» لعلاج النعاس المفرط لدى عمال الورديات الليلية.
- في عام 2011، اكتشف أن النساء لديهن فترات يوماوية داخلية أقصر من الرجال في المتوسط.
- في عام 2012، بيّن أن تقييد النوم المزمن مع اضطراب النظم اليوماوية يُضعف تنظيم الجلوكوز والتمثيل الغذائي.
- في عام 2015، كشف أن استخدام الأجهزة الإلكترونية المُصدرة للضوء مساءً يؤثر سلبًا على النوم، والتوقيت اليوماوي، والانتباه صباحًا.[20]